# Martin Luther (téléfilm)
Pour plus de détails, voir Fiche technique et Distribution.
Martin Luther est un téléfilm est-allemand en cinq parties réalisé par Kurt Veth (de), diffusé pour la première fois en 1983.
Le film est réalisé à l'occasion du 500e anniversaire de Martin Luther.

## Synopsis
Première partieDer Protest (La Protestation)
1517. Le dominicain Johann Tetzel erre et vend des indulgences. Il espère pouvoir le faire à Wittemberg. Mais Frédéric III de Saxe le lui interdit. Luther, professeur à l'université de Wittenberg, entend les sermons de Tetzel et rédige 95 thèses contre les indulgences. Johann von Staupitz, vicaire général de l'ordre des Augustins en Allemagne et supérieur, essaie de le calmer. Mais Luther reste énervé. Il apporte ses textes à l'imprimeur Johann Gronenberg (de) puis les affiche sur les portes de l'église du château de Wittemberg. Ses 95 thèses sont recueillies en un livre dont Tetzel reçoit un exemplaire. Tetzel réagit et demande le bûcher pour Luther. Quand il apprend que Luther aurait confié à Lucas Cranach la garde d'une fille d'une paysanne accusée de sorcellerie, sa rage est telle qu'il traite Luther de fils du Diable. Tetzel écrit des contre-thèses et accuse Luther d'être hérétique.
Seconde partieDer Sohn der Bosheit  (Le Fils de la méchanceté)
1518. Les thèses et mémoires de Luther se répandent et font de plus en plus d'adeptes. Luther est condamné à Augsbourg et doit partir. Le cardinal Thomas Cajetan lui demande d'abjurer ses thèses, mais Luther ne plie pas.
Troisième partieDie Geheimnisse des Antichrist (Les Secrets de l'Antéchrist)
Luther conçoit que le Pape est l'Antéchrist et le proclame. La bulle de bannissement du Pape demandé par Johannes Eck est arrivé. Luther la brûle face à ses partisans devant les portes de Wittemberg. Ils chantent ensuite la chanson de Luther, Ein feste Burg ist unser Gott.
Quatrième partieHier stehe ich… (Je reste ici...)
1521. Luther est convoqué à la diète de Worms à la demande de Charles Quint. On lui demande de nouveau de se rétracter. Il ne le fait pas. L'empereur prononce la mise au ban. Luther, sur le chemin vers Wittemberg, est enlevé par le capitaine Hans Sittich von Berlepsch sur l'ordre du prince Frédéric et emprisonné au château de la Wartbourg. Durant sa captivité, Luther traduit le Nouveau Testament en allemand. Pendant ce temps, des émeutes ont lieu à Wittenberg. Les citoyens menés par Karlstadt mettent à sac les églises, détruisent les images et les sculptures de saints. Horrifié, Luther revient précipitamment à Wittenberg et aide à rétablir l'ordre.
Cinquième partieDas Gewissen (La Conscience)
1523 à 1527. Luther épouse l'ancienne nonne Katharina von Bora. Des révoltes paysannes ont lieu au sud de l'empire. Elles sont soutenues par Thomas Münzer, un ancien disciple de Luther. Luther s'oppose à Münzer et aux paysans révoltés. À Wittenberg, la peste éclate et Luther se sent malade. Bientôt il n'a plus de forces alors qu'il sait que la Réforme est menacée par la guerre.

## Fiche technique
- Titre : Martin Luther
- Réalisation : Kurt Veth (de)
- Scénario : Kurt Veth, Hans Kohlus
- Musique : Karl-Ernst Sasse
- Direction artistique : Harald Horn
- Costumes : Günter Schmidt
- Photographie : Erich Gusko (de)
- Son : Werner Krehbiel
- Montage : Renate Bade
- Production : Hans Mahlich (de)
- Sociétés de production : DEFA, DFF
- Société de distribution : DFF
- Pays d'origine :  Allemagne de l'Est
- Langue : allemand
- Format : Couleurs - 1,33:1 - Mono - 35 mm
- Genre : biographie, Histoire
- Durée : 450 minutes (90 minutes par partie)
- Dates de diffusion :
  -  Allemagne de l'Est : 9 octobre 1983.

## Distribution
- Ulrich Thein (de): Martin Luther (1-5)
- Hans-Peter Minetti: Johann Tetzel (1-2)
- Friedo Solter (de): Professeur Karlstadt (1-4)
- Ralf Kober: Philipp Melanchthon (2-5)
- Herwart Grosse (de): Johann von Staupitz (1-2)
- Otto Mellies (de): Lucas Cranach (1-5)
- Renate Blume-Reed: Barbara Cranach (1-5)
- Bruno Carstens (de): Johann Gronenberg (de) (2-4)
- Heidrun Bartholomäus (de): Johanna Gronenberg (3-4)
- Horst Schönemann (de): Frédéric III de Saxe (2-5)
- Hartmut Puls: Spalatin (1-5)
- Horst Hiemer: Eck (2-3)
- Daniel Minetti (de): L'empereur Charles Quint (4)
- Helmut Straßburger (de): Le pape Léon X (3)
- Günter Junghans (de): Aléandre (3-4)
- Siegfried Kilian (de): Hans Sittich von Berlepsch (4)
- Peter Sturm: Le père de Luther (3, 5)
- Ruth Kommerell (de): La mère de Luther (5)
- Barbara Schnitzler (de): Katharina von Bora (5)
- Arno Wyzniewski (de): Le cardinal Cajetan (2)
- Peter Bause (de): Fugger (2)
- Frank Lienert-Mondanelli (de): Thomas Müntzer (3, 5)
- Wolfgang Greese (de): Le duc Georg (3-4)
- Wolfgang Thal: Le duc Johann (5)
- Gesine Laatz: Kristina Gaertner (1-5)
- Gerry Wolff: Schlamann (1-4)
- Gerd Staiger: Kanzler (4)
- Ezard Haußmann (de): Père Ludwig (1-4)
- Hilmar Baumann (de): Schurff (1-5)
- Jürgen Reuter: Kittlitz (1-3)
- Klaus Piontek (de): Scheuerl (1)
- Lutz Riemann (de): Amsdorf (1-5)
- Rudolf Christoph: Mattstock (1)
- Thomas Rühmann (de): Valentin Böhm (1-5)
- Rolf Hoppe: Schaumberg (3)
- Peter Radestock: Le chef des paysans (5)
- Andreas Schmidt-Schaller (de): Staffelberg (3)
- Thomas Gumpert (de): Menz (1-2)
- Jens-Uwe Bogadtke (de): Agricola (1-5)
- Karl Sturm (de): Le juge de la ville (3, 5)
- Hannes Stelzer : Le greffier (3, 5)
- Heinz Hellmich: Pflugk (3-4)
- Joachim Nimtz (de): Wehrlein (4)
- Fritz Marquardt (de): Bauer (4)
- Hannjo Hasse: de Serralonga (2)
- Hannes Fischer (de): Gattinara (4)
- Jürgen Frohriep: Sturm (4)
- Juraj Durdiak: Cernobyl (3)
- Jörg Hengstler (de): Günther (1-3)
- Matthias Brenner (de): Hebestreit (1-5)
- Michael Kind (de): Veit (2)
- Manfred Richter (de): Rabe (2)
- Wilfried Pucher (de): Feilitsch (2-4)
- Reiner Horst Scheibe: Link (2)
- Bořík Procházka (de): Peutinger (2, 4)
- Jaromir Stemberg: Langenmantel (2)
- Jost Ingolf Kittel: Stichenbock (2-3)
- Erwin Bender: Hendel (2-3)

## Source de traduction
- (de) Cet article est partiellement ou en totalité issu de l’article de Wikipédia en allemand intitulé « Martin Luther (DDR 1983) » (voir la liste des auteurs).